# 안녕, 아리
안녕, 아리(Chicks Don't Fly)는 한국에서 제작된 김은진 감독의 2004년 영화이다. 이안나 등이 주연으로 출연하였다.

## 출연

### 주연
- 이안나
- 김유진
- 진선규

## 제작진
- 조명: 김민성
- 붐어시스턴트: 권아름
- 미술: 이병준